# U-Bahnhof Langenhorn Markt
Der U-Bahnhof Langenhorn Markt ist eine Haltestelle der Linie U1 der Hamburger U-Bahn. Das Kürzel der Station bei der Betreiber-Gesellschaft Hamburger Hochbahn lautet „LM“. Täglich steigen hier 22.018 Personen ein und aus (Mo–Fr, 2019).

## Station
Die Station liegt südlich im Stadtteil Langenhorn im Einschnitt und hat zwei Ausgänge, die auf die beiden Seiten der Straße Krohnstieg führen bzw. unmittelbar daneben. Die Station hat einen Mittelbahnsteig zwischen den beiden Gleisen. An der Haltestelle halten die Busse der Metrobuslinie 24, der Stadtbuslinien 192, 292, 193 und der Nachtlinie 606 (nur montags bis freitags, da die U-Bahn während der Wochenendnächte durchgehend verkehrt).
In unmittelbarer Nähe zum Bahnhof befindet sich ein P+R Parkhaus.

## Geschichte
Die Haltestelle liegt an der von der Freien und Hansestadt Hamburg als „Staatsbahn“ gebauten Langenhorner Bahn und wurde zunächst provisorisch am 5. Januar 1918 eröffnet. Damals wurde ein provisorischer Bahnsteig am Gütergleis benutzt. Im Juli 1921 wurde der eigentliche Bahnhof an der Ostseite der Tangstedter Landstraße geöffnet, er hieß damals noch „Langenhorn Mitte“. Das Bahnhofsgebäude war im ähnlichen Stil wie Fuhlsbüttel gehalten und hatte wie dieser als einzigen Zugang eine feste Treppe am Nordende des Bahnsteigs. Vom oberen Ende des Treppenhauses führte eine geschlossene Brücke über das stadteinwärtige Gleis zum Empfangsgebäude an der Tangstedter Landstraße, wo sich auch der Schalterbereich mit den Sperrenanlagen befand. Der Fahrkartenverkauf am Schalter wurde in den 1960er Jahren durch mehrere Fahrkartenautomaten für die verschiedenen Preisstufen ergänzt, die Ende der 1970er Jahre durch zwei Mehrpreis-Fahrkartenautomaten ersetzt wurden. Der Bahnsteig wurde in südliche Richtung verlängert, damit Züge mit acht Wagen verkehren konnten. Nachdem ab 1966 am Krohnstieg ein Einkaufszentrum mit Wochenmarkt entstand, wurde die Station am 2. Juni 1969 in „Langenhorn Markt“ umbenannt. Um 1970 wurde der Bahnsteig abermals um ein kleines Stück verlängert, da auf der Linie U1 nun 9-Wagen-Züge vom Typ DT3 eingesetzt wurden. Der Fahrkartenschalter diente noch lange Zeit als Verkaufsstelle für Wertmarken und Ausgabe von Zeitkarten (Servicestelle im HVV).
Anfang der 1970er Jahre wurde der Krohnstieg im Rahmen der Entstehung des Ringes 3 zu einer vierspurigen Hauptverkehrsstraße ausgebaut. In diesem Zusammenhang wurde auch die Straßenbrücke über die Bahngleise erneuert. 1973 wurde auf der nördlichen Seite der Krohnstiegbrücke über den Bahngleisen ein P+R-Parkhaus gebaut. Dabei wurde der Bahnsteig in nördliche Richtung bis unter die Krohnstiegbrücke verlängert und dort mit einem weiteren Ausgang mit Rolltreppe und Fahrstuhl versehen, der auch zum Parkhaus führt. Außerdem wurde der vorher einzige Ausgang, der dadurch nun mehr in Bahnsteigmitte lag, erneuert. Nördlich der Fußgängerbrücke zum Empfangsgebäude wurde eine weitere aufwärtsführende Rolltreppe installiert.
Der nordöstlich der U-Bahn-Haltestelle befindliche Güterbahnhof Langenhorn, der zwischen dem Gütergleis und der Tangstedter Landstraße lag und dessen Gleise nur aus nördlicher Richtung anfahrbar waren, wurde nach und nach zurückgebaut. Die „bahnamtliche Rollfuhr“ der Spedition Fritz Gieseler, die diesen Bahnhof als Anschlusspunkt nutzte, wich auf den Güterbahnhof Ochsenzoll aus, bis auch dieser stillgelegt wurde.
Wegen längerer Sperrungen aufgrund von Bauarbeiten nördlich der Haltestelle wurde 2013 südlich des Bahnsteiges ein einfacher Gleiswechsel eingebaut, der es ermöglichte, einen Zug vom stadtauswärts führenden Gleis am Bahnsteig zurück Richtung Innenstadt verkehren zu lassen. Nach Beendigung der Bauarbeiten wurde dieser provisorische Gleiswechsel 2019 wieder zurückgebaut. Im Mai 2025 wurde er erneut eingebaut, diesmal weiter südlich, mit größeren Radien und Anschluss an das elektronische Stellwerk, um bei Betriebsstörungen nicht immer den ganzen Abschnitt Ochsenzoll – Fuhlsbüttel Nord sperren zu müssen. Später (ca. 2027), soll dann der einfache zu einem doppelten Gleiswechsel erweitert werden, um Gleiswechselbetrieb zu ermöglichen. Hierzu muss jedoch erst die Signalisierung des Abschnittes Fuhlsbüttel-Nord - Ochsenzoll entsprechend erweitert werden. Im Abschnitt Ochsenzoll - Norderstedt Mitte ist schon seit einiger Zeit Gleiswechselbetrieb möglich, so dass bei Bauarbeiten oft nur ein Gleis gesperrt werden muss. Durch die Gleiswechsel wären auch Zwischenzüge mit Langenhorn-Markt als Ziel möglich, da dort zu bestimmten Zeiten sehr viele Fahrgäste ein- bzw. aussteigen.
| Linie | Verlauf |
| ----- | --- |
| U 1   | Norderstedt Mitte – Richtweg – Garstedt – Ochsenzoll – Kiwittsmoor – Langenhorn Nord – Langenhorn Markt – Fuhlsbüttel Nord – Fuhlsbüttel – Klein Borstel – Ohlsdorf – Sengelmannstraße (City Nord) – Alsterdorf – Lattenkamp (Sporthalle) – Hudtwalckerstraße – Kellinghusenstraße – Klosterstern – Hallerstraße – Stephansplatz (Oper/CCH) – Jungfernstieg – Meßberg – Steinstraße – Hauptbahnhof Süd – Lohmühlenstraße – Lübecker Straße – Wartenau – Ritterstraße – Wandsbeker Chaussee – Wandsbek Markt – Straßburger Straße – Alter Teichweg – Wandsbek-Gartenstadt – Trabrennbahn – Farmsen – Oldenfelde – Berne – Meiendorfer Weg – Volksdorf / Streckenast Ohlstedt – Buckhorn – Hoisbüttel – Ohlstedt \ Streckenast Großhansdorf – Buchenkamp – Ahrensburg West – Ahrensburg Ost – Schmalenbeck – Kiekut – Großhansdorf |